# Hamilton County (Kansas)
Hamilton County ist ein County im Bundesstaat Kansas der Vereinigten Staaten. Das U.S. Census Bureau hat bei der Volkszählung 2020 eine Einwohnerzahl von 2518 ermittelt.
Der Verwaltungssitz (County Seat) ist Syracuse. Das County gehört zu den Dry Countys, was bedeutet, dass der Verkauf von Alkohol eingeschränkt oder verboten ist.

## Geographie
Das County liegt im Westen von Kansas, grenzt an Colorado und hat eine Fläche von 2584 Quadratkilometern, wovon drei Quadratkilometer Wasserfläche sind. Es grenzt in Kansas im Uhrzeigersinn an folgende Countys: Greeley County, Wichita County, Kearny County, Grant County und Stanton County.

## Geschichte
Hamilton County wurde am 20. März 1873 gebildet. Die Eigenverwaltung bekam es am 29. Januar 1886. Benannt wurde es nach Alexander Hamilton, einem US-amerikanischen General und Staatsmann.
Insgesamt sind 3 Bauwerke und Stätten des Countys im National Register of Historic Places eingetragen (Stand 29. August 2017).

## Demografische Daten

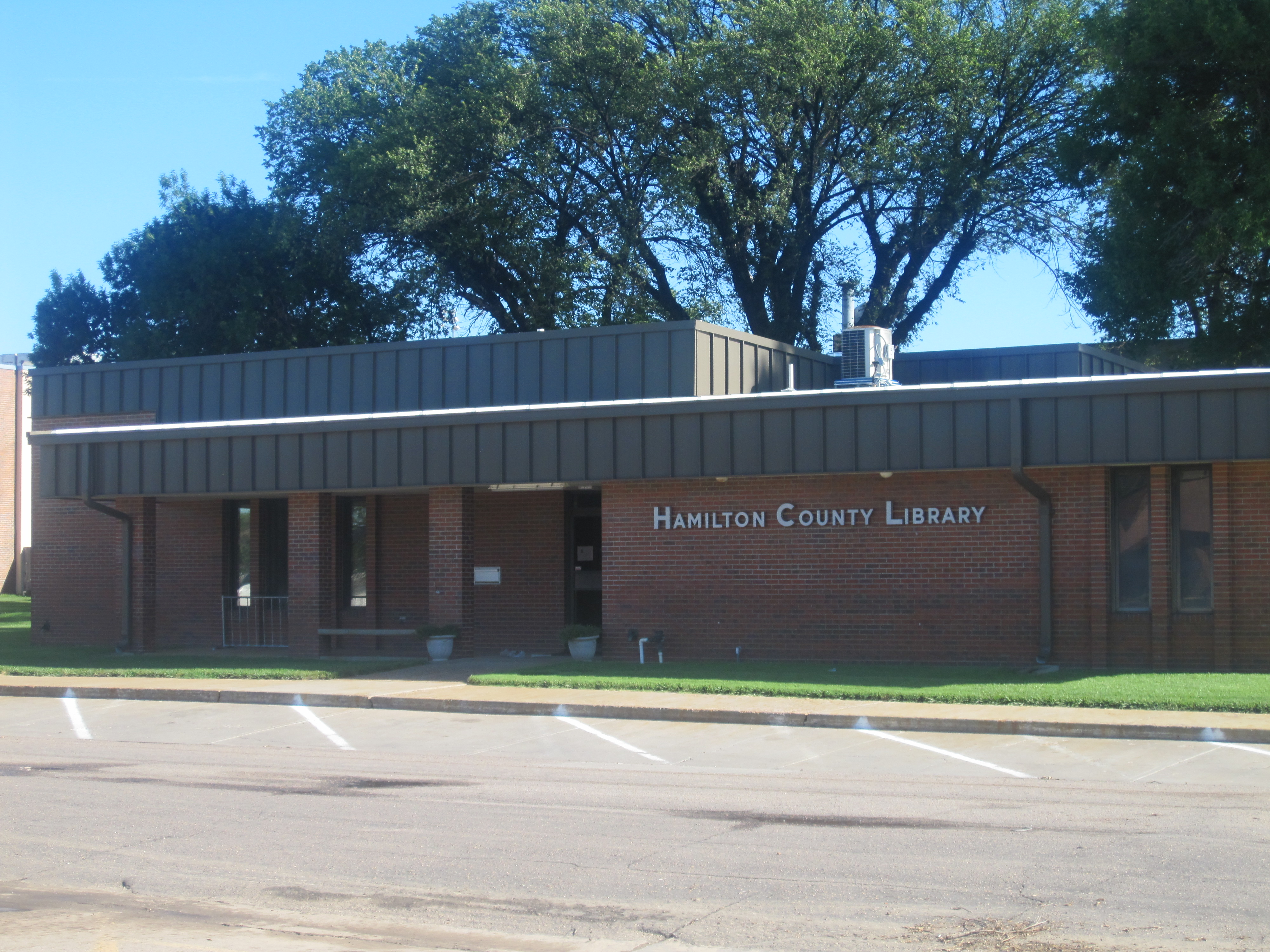
Bibliothek des Hamilton Countys

Nach der Volkszählung im Jahr 2000 lebten im Hamilton County 2670 Menschen. Davon wohnten 43 Personen in Sammelunterkünften, die anderen Einwohner lebten in 1054 Haushalten und 715 Familien. Die Bevölkerungsdichte betrug 1 Einwohner pro Quadratkilometer. Ethnisch betrachtet setzte sich die Bevölkerung zusammen aus 81,65 Prozent Weißen, 0,49 Prozent Afroamerikanern, 0,49 Prozent amerikanischen Ureinwohnern, 0,56 Prozent Asiaten und 15,13 Prozent aus anderen ethnischen Gruppen; 1,69 Prozent stammten von zwei oder mehr Ethnien ab. 20,60 Prozent der Bevölkerung waren spanischer oder lateinamerikanischer Abstammung.
Von den 1.54 Haushalten hatten 33,9 Prozent Kinder unter 18 Jahren, die mit ihnen gemeinsam lebten. 56,9 Prozent waren verheiratete, zusammenlebende Paare, 7,6 Prozent waren allein erziehende Mütter und 32,1 Prozent waren keine Familien. 29,4 Prozent aller Haushalte waren Singlehaushalte und in 15,8 Prozent lebten Menschen mit 65 Jahren oder darüber. Die Durchschnittshaushaltsgröße betrug 2,49 und die durchschnittliche Familiengröße betrug 3,09 Personen.
28,4 Prozent der Bevölkerung waren unter 18 Jahre alt. 7,2 Prozent zwischen 18 und 24 Jahre, 25,3 Prozent zwischen 25 und 44 Jahre, 20,9 Prozent zwischen 45 und 64 Jahre und 18,4 Prozent waren 65 Jahre alt oder älter. Das Durchschnittsalter betrug 38 Jahre. Auf 100 weibliche Personen kamen 97,6 männliche Personen. Auf 100 Frauen im Alter von 18 Jahren und darüber kamen 92,6 Männer.
Das jährliche Durchschnittseinkommen eines Haushalts betrug 32.033 USD, das Durchschnittseinkommen einer Familie betrug 38.550 USD. Männer hatten ein Durchschnittseinkommen von 26.701 USD, Frauen 21.000 USD. Das Prokopfeinkommen betrug 16.484 USD. 10,9 Prozent der Familien und 15,7 Prozent der Bevölkerung lebten unterhalb der Armutsgrenze.

## Orte im County
- Coolidge
- Kendall
- Mayline
- Medway
- Syracuse

Townships
- Bear Creek Township
- Coolidge Township
- Kendall Township
- Lamont Township
- Liberty Township
- Medway Township
- Richland Township
- Syracuse Township